# El Pla de Balenyà
El Pla de Balenyà és una masia de Balenyà (Osona) inclosa a l'Inventari del Patrimoni Arquitectònic de Catalunya.

## Descripció
Casal de dimensions considerables amb teulada a dues vessants. La portalada d'entrada és de pedra treballada de Folgueroles i la porta és de fusta de roure treballada. Sobre la primera volta n'hi ha dues més (una per cada pis) i a banda i banda de la del primer pis, dos balcons de ferro forjat. La volta de mig és de pedra picada. Totes les finestres són de pedra treballada. Davant hi ha una cabana amb data 1843 i a la porta d'entrada de la llissa la data 1877. Galeries.

## Història
Propietat de la família Puig-Rafegut, amb la seva capella de la Mare de Déu de Gràcia. Fou una de les propietats més importants de la Plana.
Esmentada al Nomenclàtor de la Província de Barcelona del 1860.